# Megatelus
Megatelus Reitter, 1892, è un genere di coleotteri  della famiglia degli Scarabaeidae (sottofamiglia Aphodiinae).

## Descrizione
I coleotteri appartenenti al genere Megatelus condividono i seguenti caratteri: 
- Sono specie di piccole dimensioni, da 3 a 5 millimetri; corpo tozzo e corto; di colore nerastro, le elitre a volte sono rossastre o giallo chiare con l'omero rossastro.
- Il capo ha epistoma poco gibboso e punteggiato distintamente; il clipeo verso la parte centrale è sinuato, arrotondato ai lati e con l'orlo robusto.
- Le guance o gonae sono più sporgenti degli occhi e poco cigliate; la sutura frontale ha tre tubercoli di cui quello di mezzo è trasverso.
- Il pronoto è doppiamente punteggiato e trasverso. La base del pronoto è orlata o non orlata.
- Lo scutello ha forma triangolare, alquanto grande, non infossato.
- Le elitre sono lunghe quanto il pronoto e pubescenti sul terzo apicale; hanno strie moderatamente impresse e crenulate; gli intervalli sono piani o convessi.
- Le protibie sono quadridentate al margine esterno nel senso distale, non serrulate nel senso prossimale.
- Le metatibie, sulla faccia esterna, hanno carene robuste trasverse con una corona di spinule corte e della stessa lunghezza.
- Il pigidio è glabro e molto punteggiato.
- Il dimorfismo sessuale è evidenziato nei maschi dai tubercoli della sutura frontale più elevati, dal pronoto più grande e dalle protibie con denti più robusti.
- L'edeago è tozzo con parameri poco arrotondati verso l'apice.
- L'epifaringe è molto arrotondata ai lati e trasversa.
- L'epitorma ha forma conica.
- La corypha è sporgente, con varie spiculae alquanto corte.
- I chaetopedia sono pubescenti con una fascia di spine robuste e corte frammista ad alcune setole.
- Le chaetopariae sono abbastanza allungate e disposte in ordine fitto.

## Distribuzione
È un genere diffuso nella regione paleartica, regione orientale e regione afrotropicale.

## Tassonomia
Il genere Megatelus comprende 3 specie di cui 1 reperita in territorio italiano:
- Megatelus brahminus[2]
- Megatelus contractus[3] (italiana)
- Megatelus doriae[4]